# 马斯拉克商务区

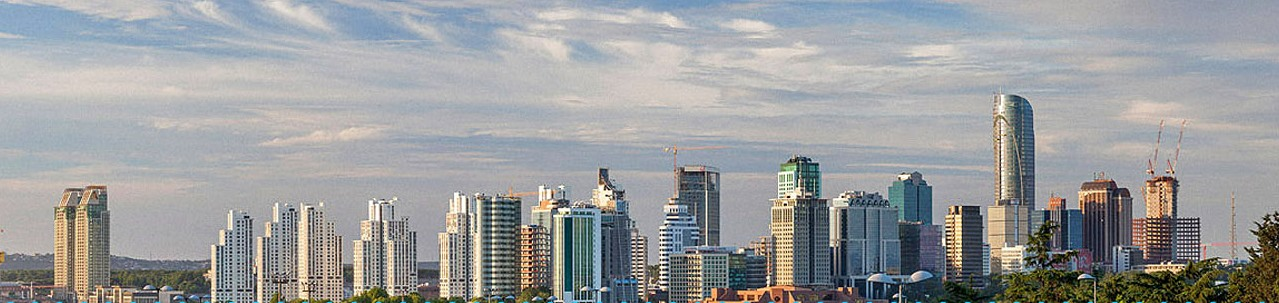

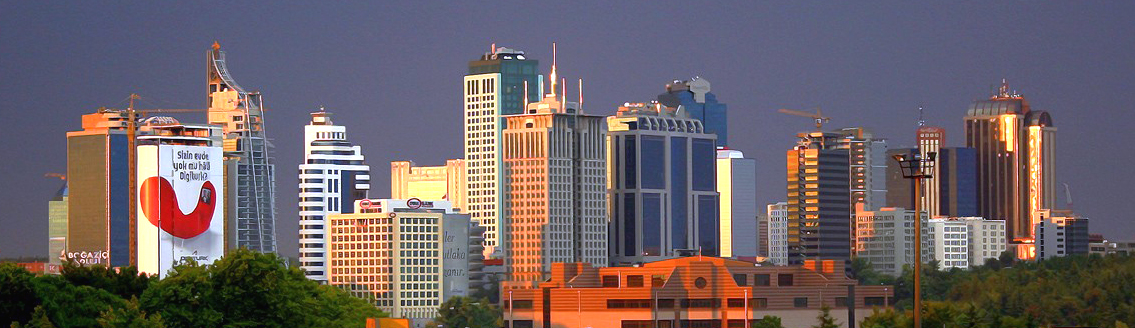

马斯拉克（Maslak）位于土耳其伊斯坦布尔欧洲一侧的萨勒耶尔区（Sarıyer），为该市的主要商务区之一。
马斯拉克与附近的莱文特商务区竞相新建摩天大楼。目前，马斯拉克已建成的最高大楼是47层、202米的Spine Tower。土耳其正在建造中的最高的摩天大楼是马斯拉克的“伊斯坦布尔的钻石”地上53层、高270米，超过了位于附近的莱文特商务区，目前最高的Sapphire（54层、261米）。)
伊斯坦布尔理工大学的一个校园位于马斯拉克。伊斯坦布尔地铁M2线在理工大学设站。

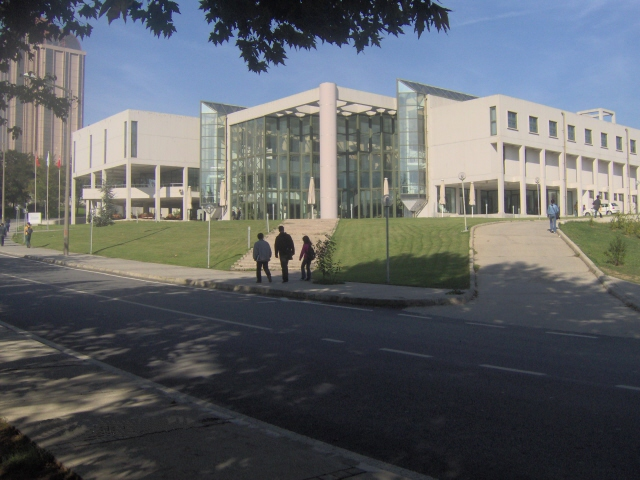
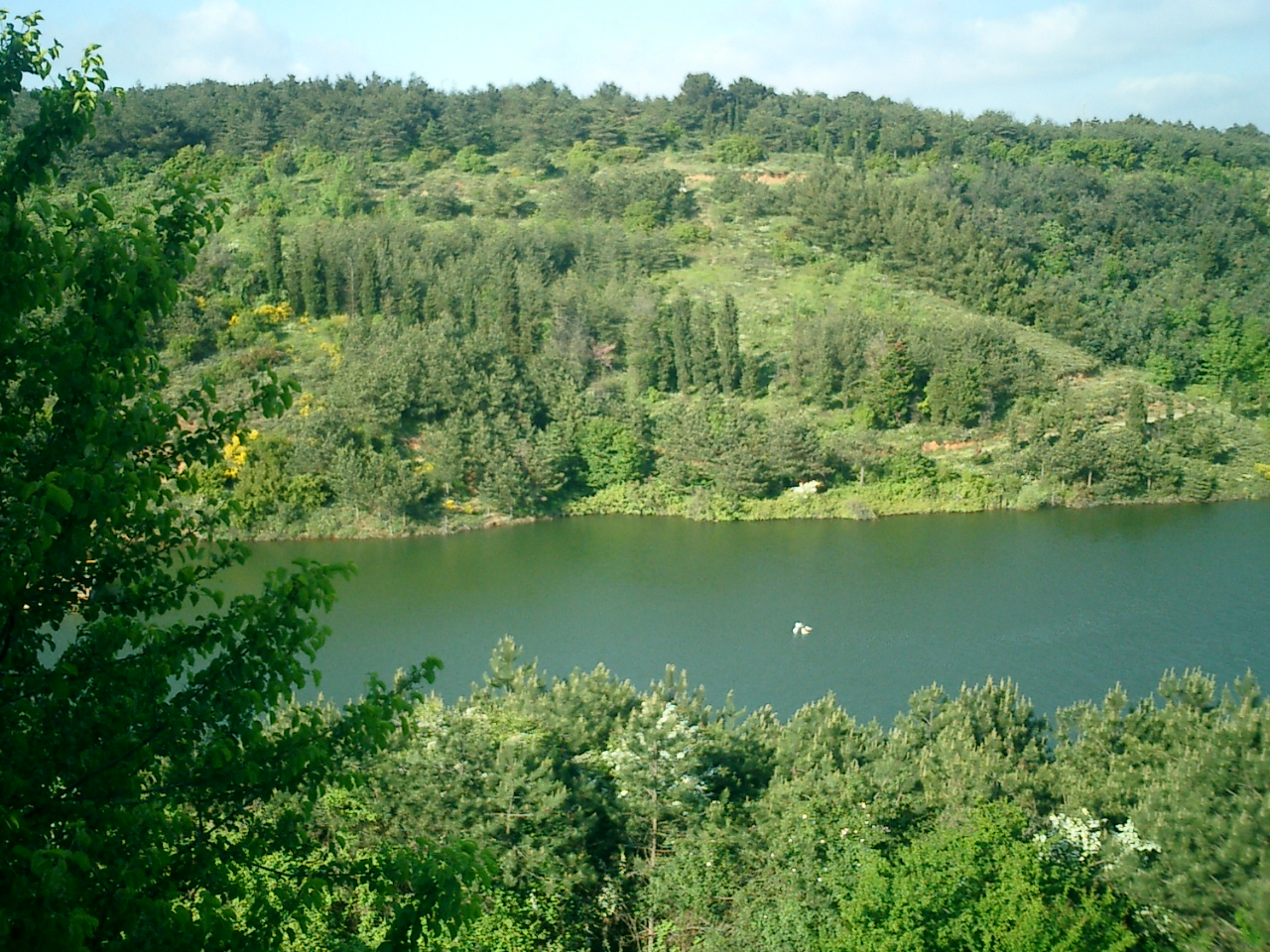
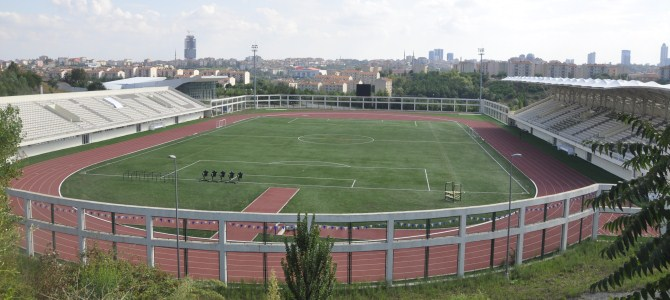